# Kostel svaté Kateřiny (Svatá Kateřina, okres Blansko)
Kostel svaté Kateřiny je pozdně gotický kostel v obci Šebrov-Kateřina v okrese Blansko, zapsaný na seznamu kulturních památek ČR. Jde o filiální kostel farnosti Vranov u Brna.

## Historie kostela

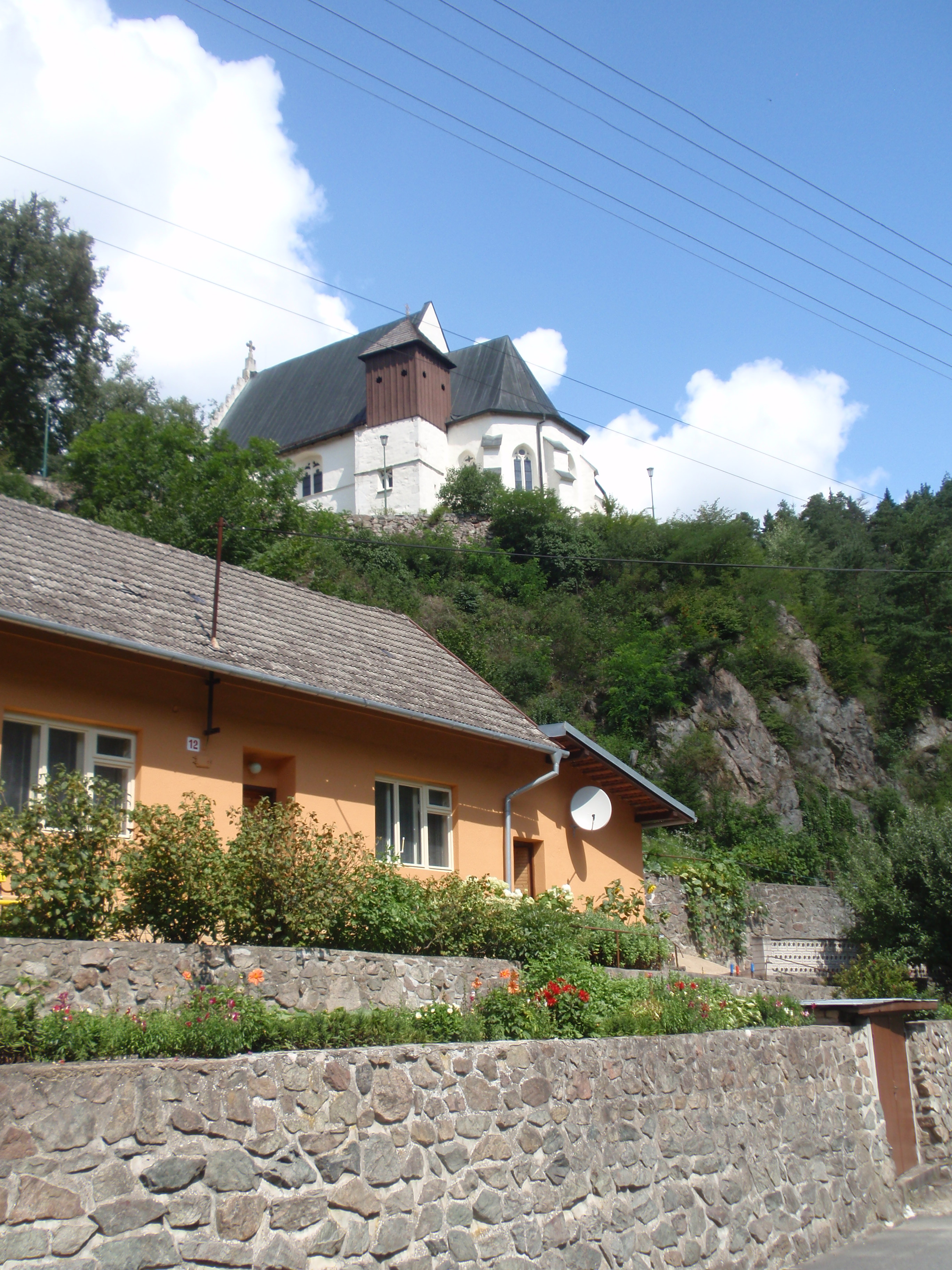
Kostel sv. Kateřiny ve vyvýšené poloze nad vesnicí

Kostel stojí na vyvýšeném skalním ostrohu ve vesnici Svatá Kateřina, kde se podle místní legendy nacházel pohanský obětní kámen. Později bylo toto místo spojováno s Cyrilem a Metodějem, kteří se zde měli roku 861 zastavit na své cestě z Olomouce do Brna a vztyčit zde kříž. Na jeho místě měl být vystavěn první dřevěný kostelík. Není tak zcela jasné, zda se u současného kostela jedná o novou stavbu, nebo o přestavbu nějaké stávající stavby.
Současná pozdně gotická podoba kostela pochází z konce 15. století, jeho stavba (či přestavba) je spojena s rodem Černohorských z Boskovic. Stavba probíhala patrně ve dvou fázích, přičemž presbytář byl vystavěn o něco dříve než loď. Původně byl zřejmě zasvěcen sv. Petrovi a Pavlovi, o čemž by svědčil nápis na kůru.
V průběhu existence kostela se zde několikrát vystřídali katoličtí a protestantští kněží a kostel byl proto opakovaně svěcen, což dokládá řada červených konsekračních křížů vymalovaných na stěnách.
Ačkoliv byl kostel během své existence několikrát
opravován, na rozdíl od většiny podobných staveb nebyl nikdy přestavěn ve stylu nadcházejících staletí a uchoval si tak svou původní pozdně gotickou podobu. V průběhu 19. století byl kostel nicméně již dosti zchátralý, proto bylo přistoupeno k jeho rekonstrukci, financované lidovou sbírkou. Práce byly dokončeny roku 1855 a v kostele byla sloužena slavnostní mše. Ve 20. letech 20. století byla opravována poničená klenba.

### Stará vyobrazení kostela

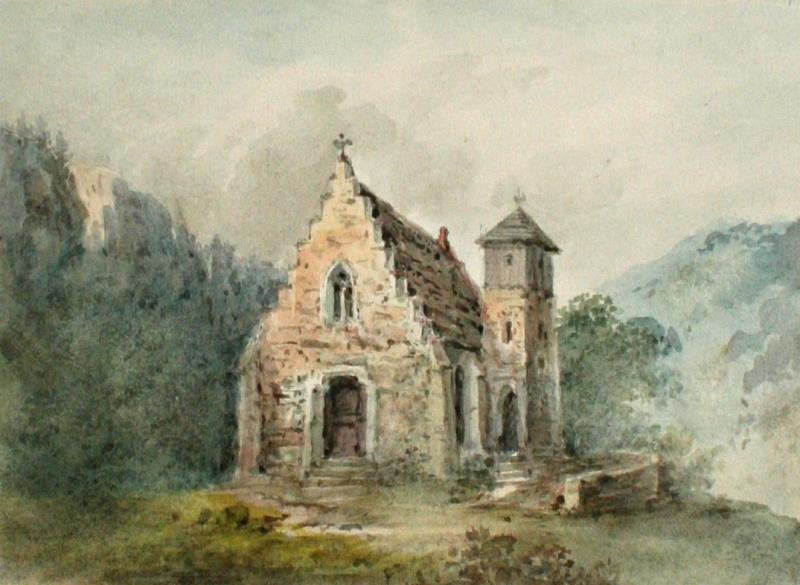
Malba Josefa Ethlera
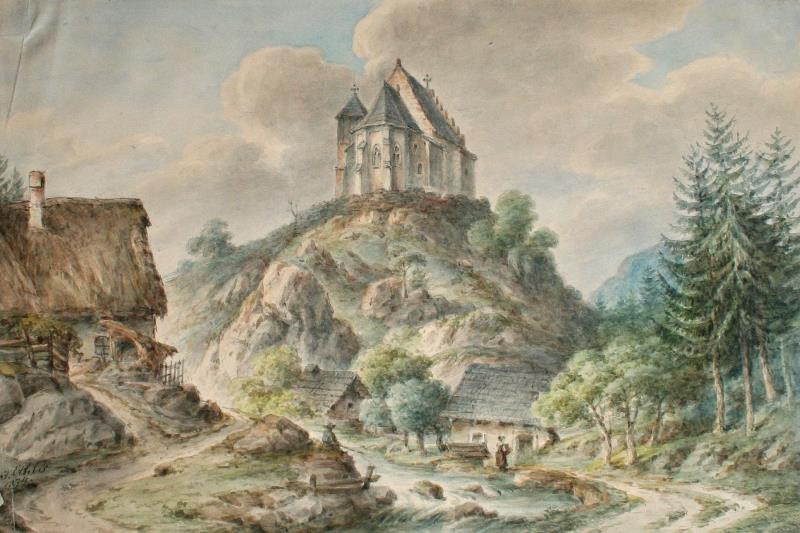
Josef Ethler
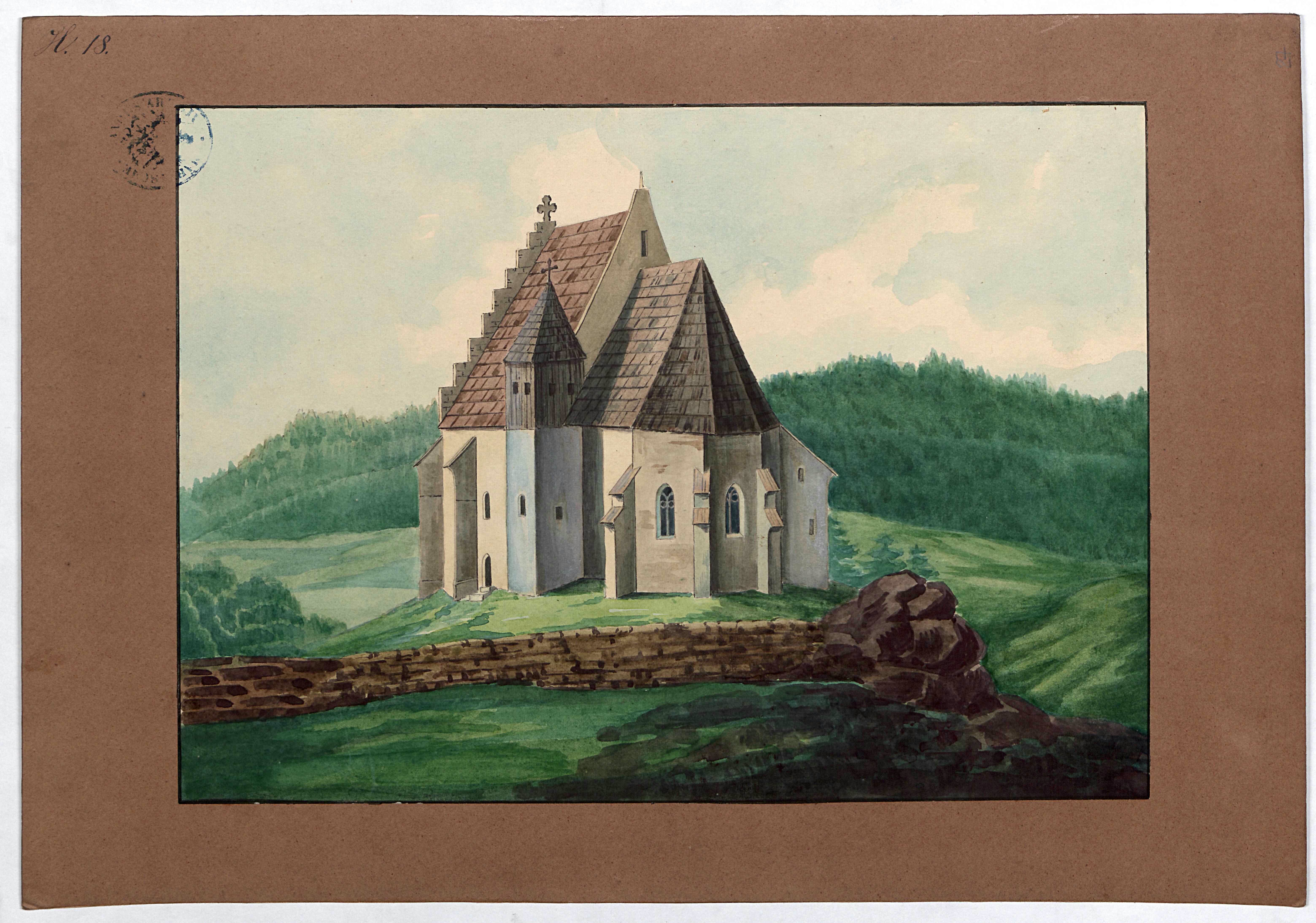
Adolf Wolfskron, 1. polovina 19. století.
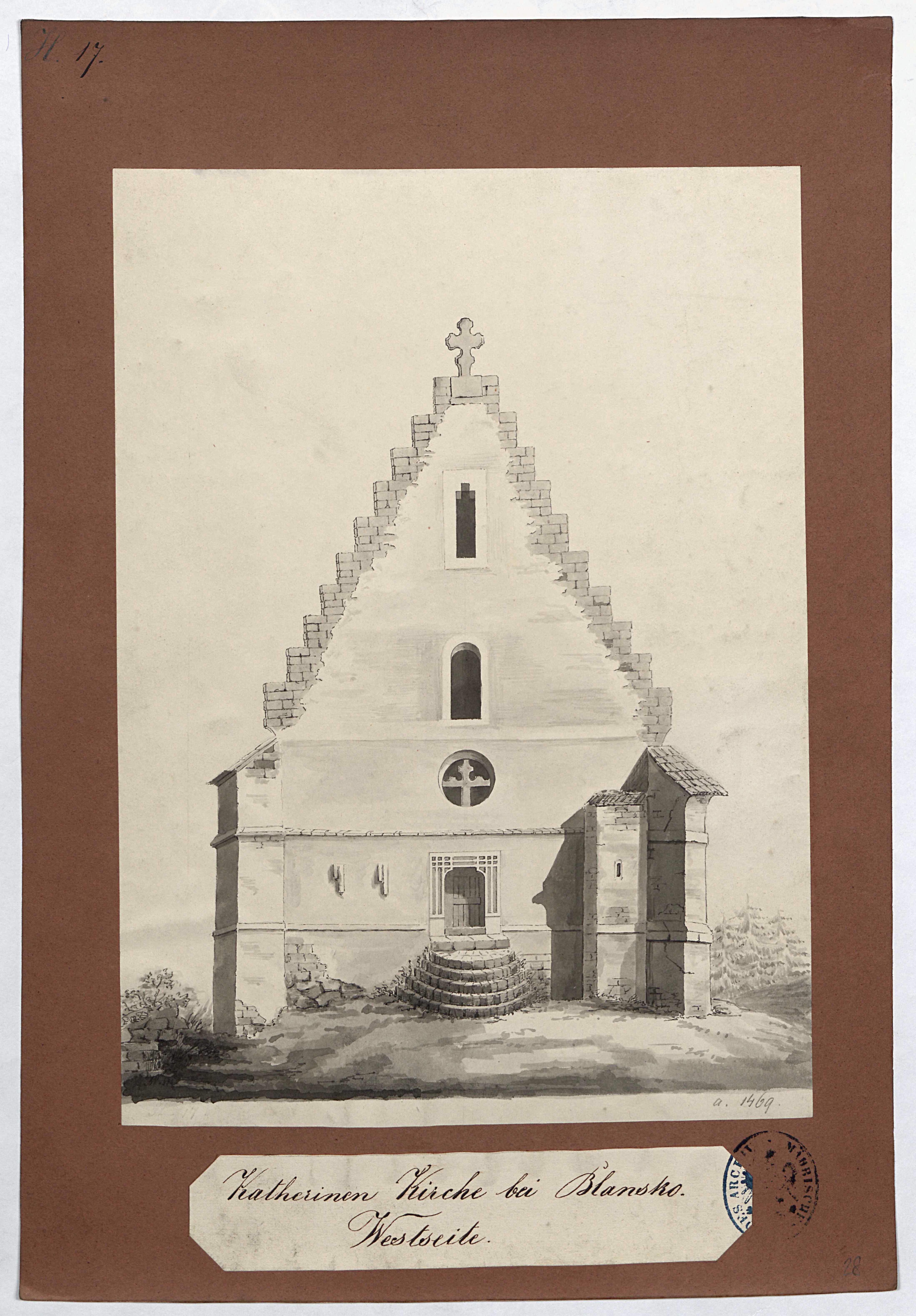
Adolf Wolfskron, 1. polovina 19. století.
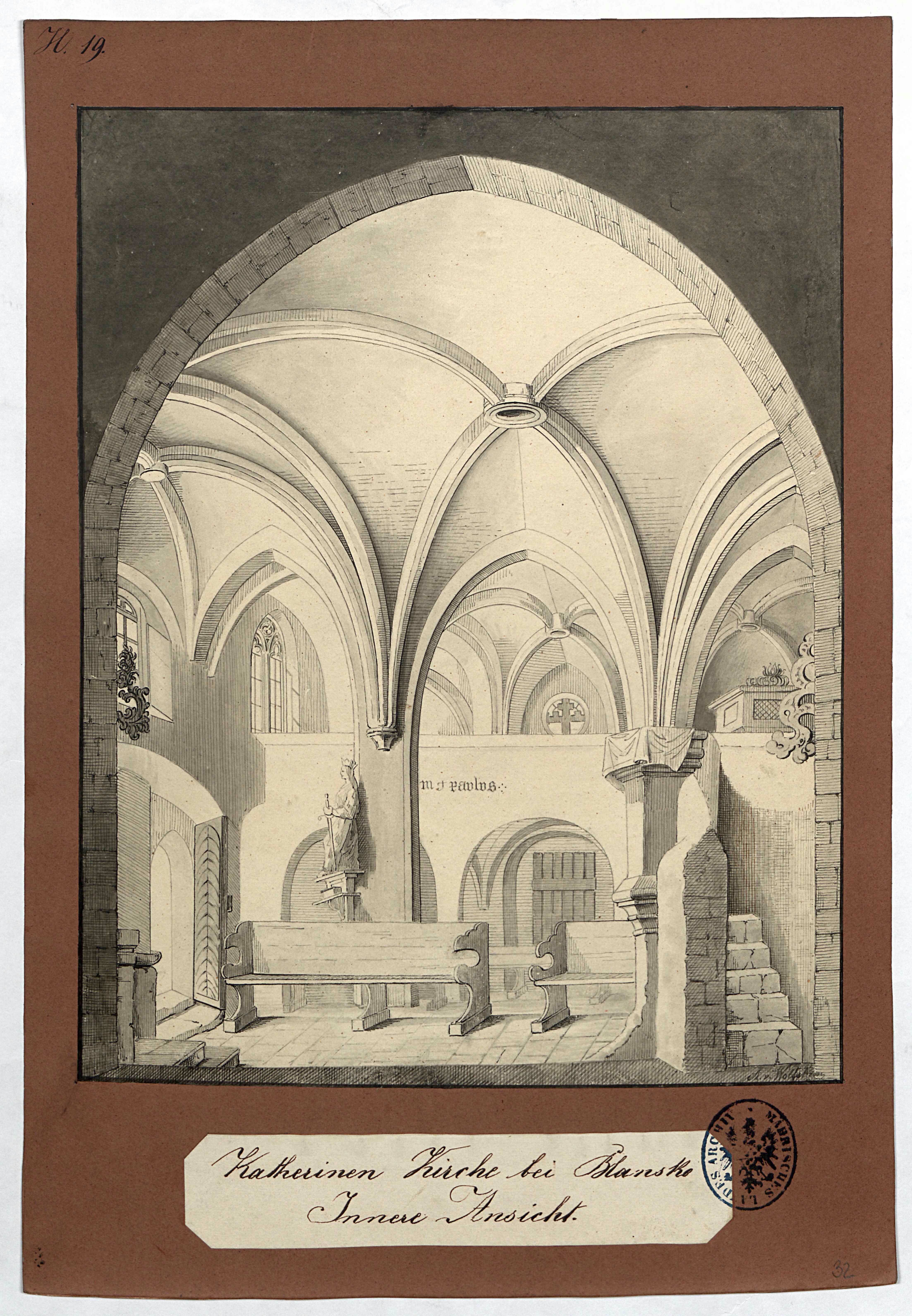
Adolf Wolfskron, 1. polovina 19. století.
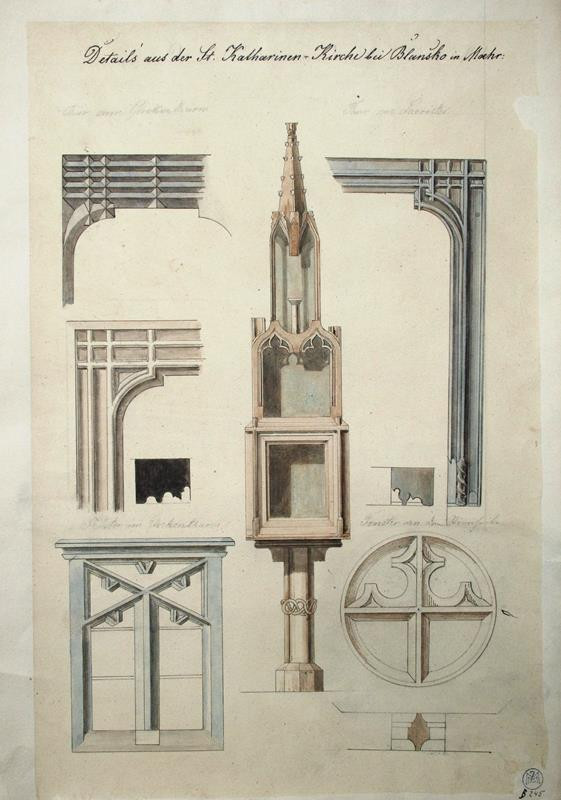
Architektonické prvky na kresbě Mořice Trappa
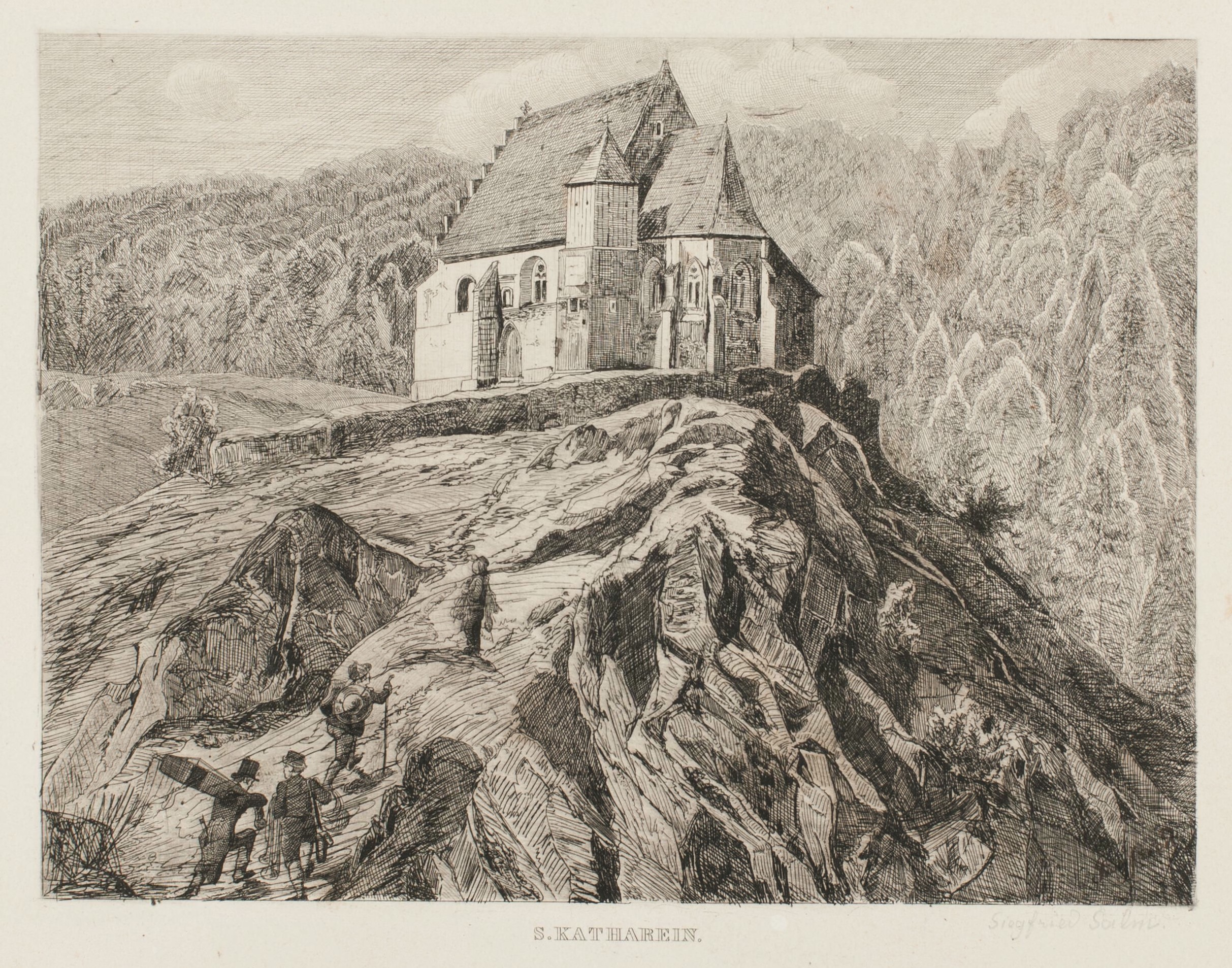
Grafika Siegfrieda Salma
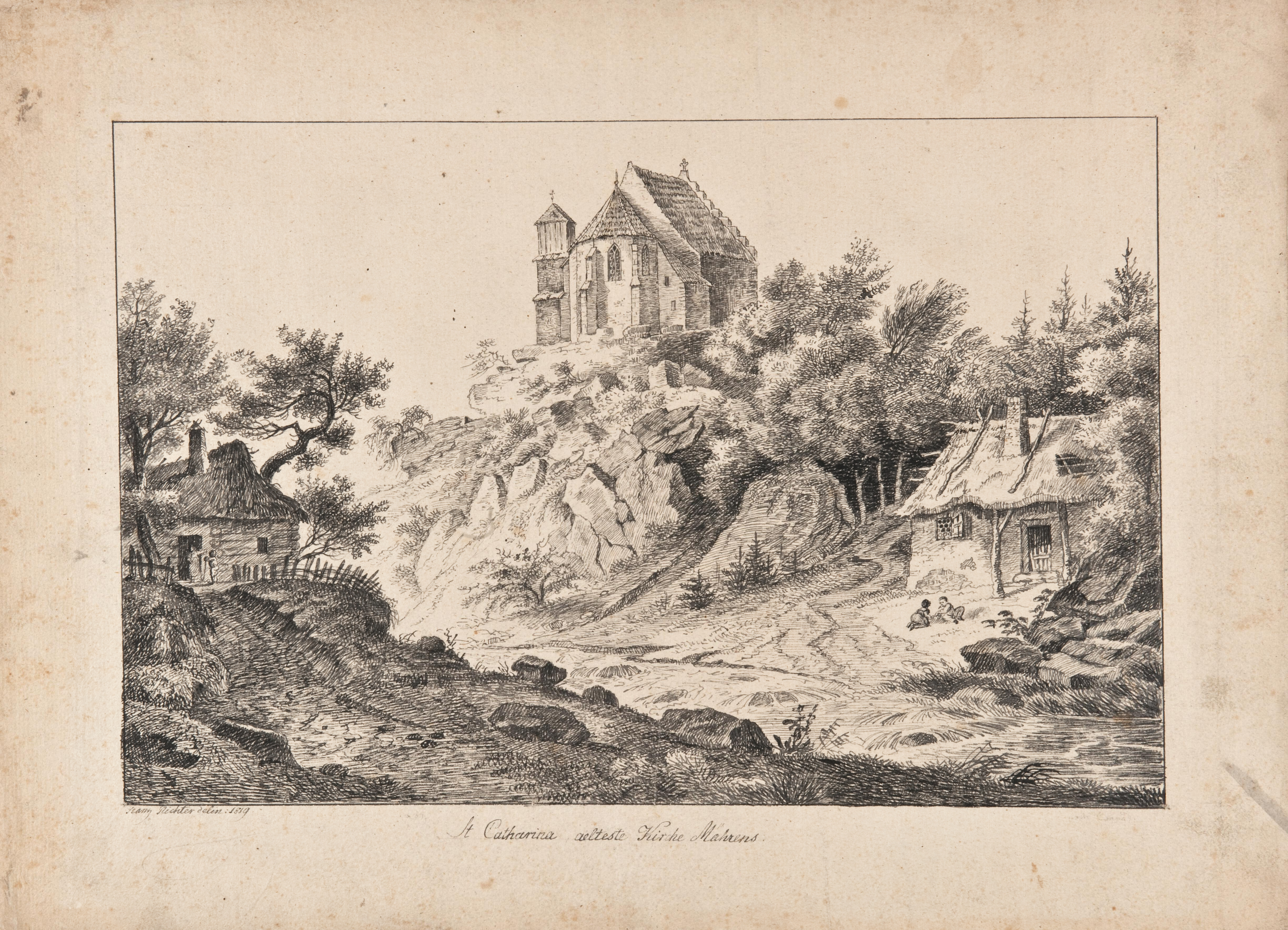
Franz Richter, 1819
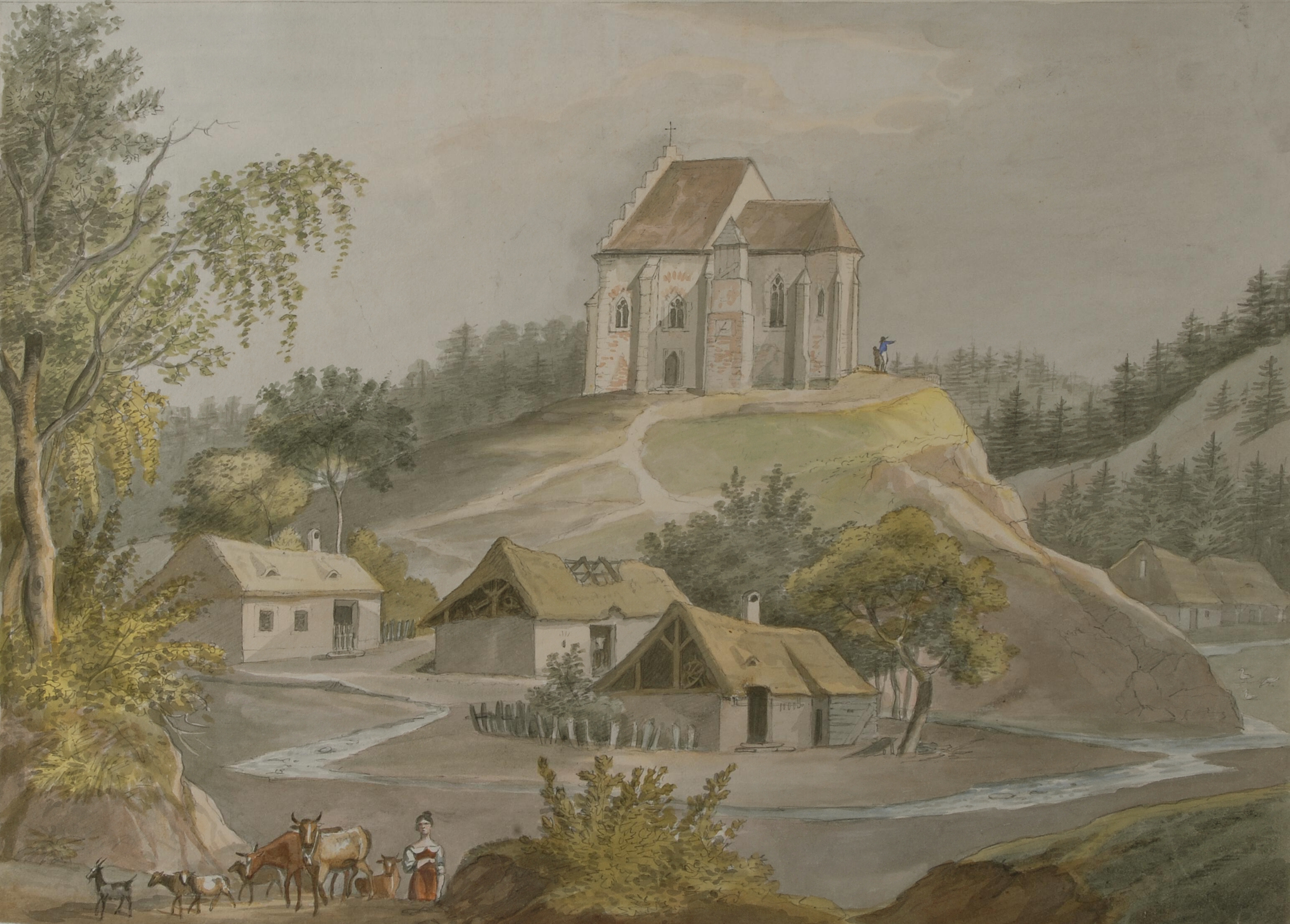
Franz Richter, 1820
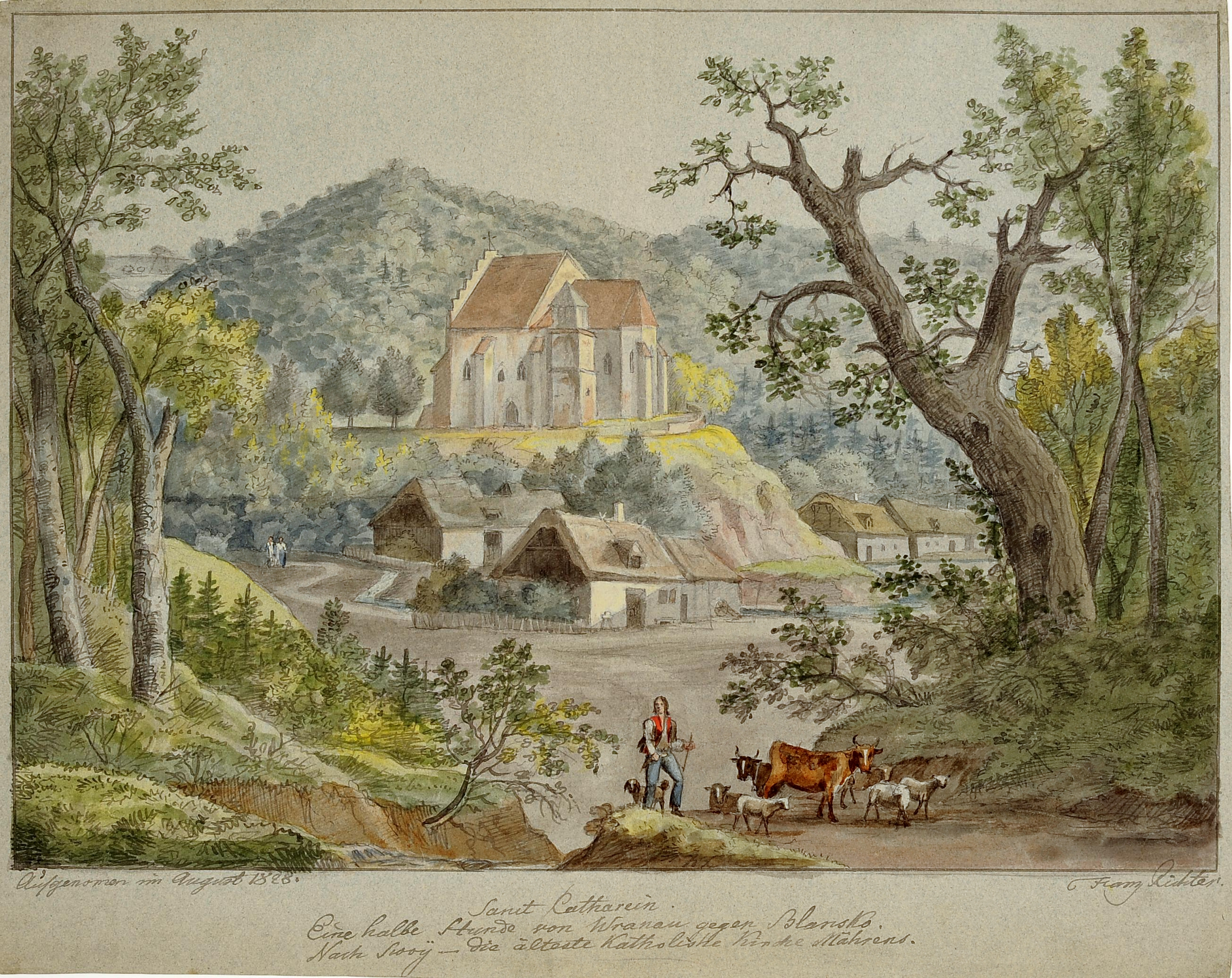
Franz Richter, 1828

## Popis a zařízení

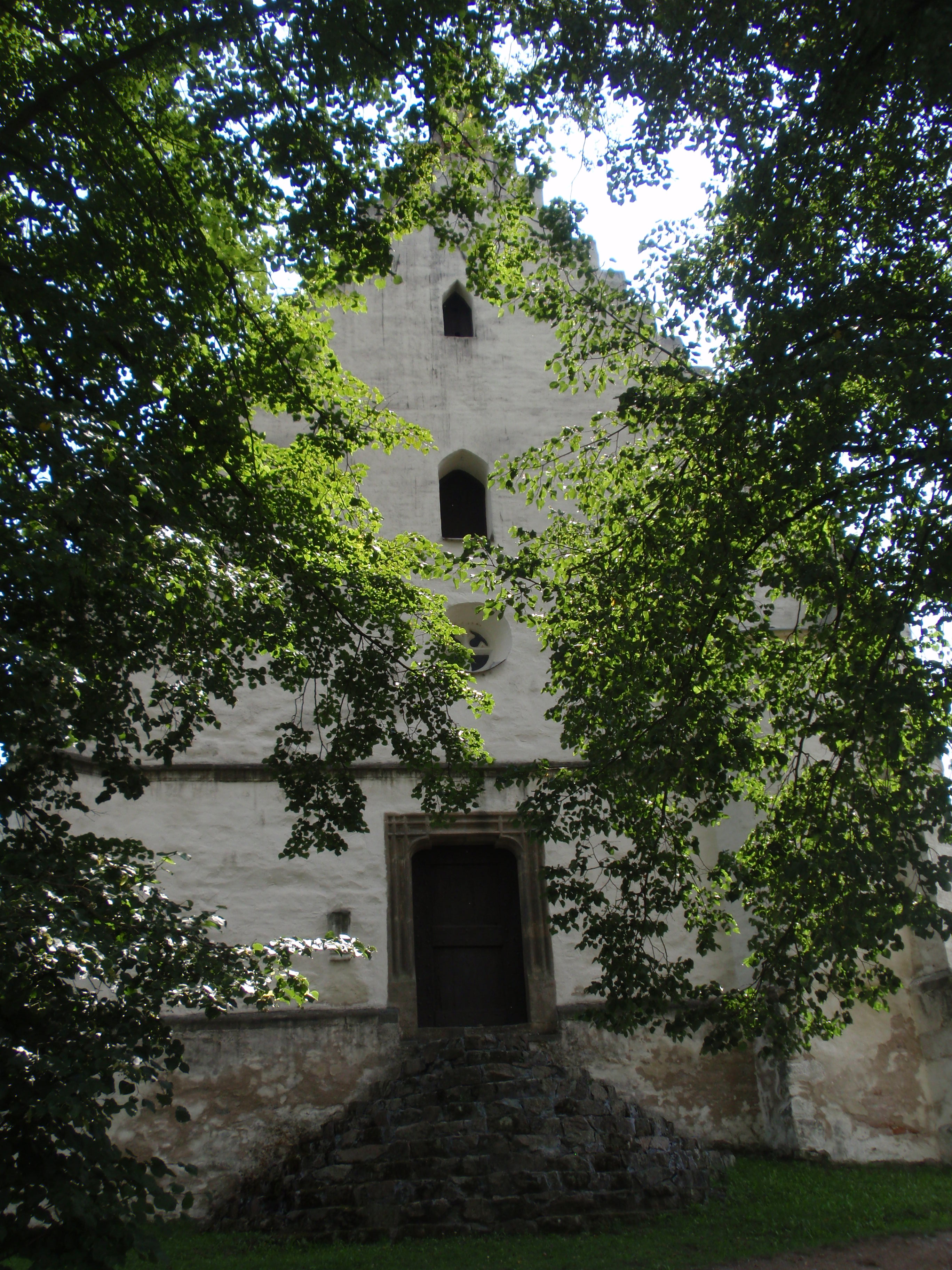
Západní průčelí s vedlejším vstupem

Kostel je postaven z lámaného kamene. Jedná se o drobnou stavbu s polygonálním
presbytářem, halovým trojlodím s křížovou klenbou a nízkou hranolovou zvonicí. Zvonice je asi do čtyř metrů kamenná s navazujícím dřevěným
patrem. Kněžiště a loď jsou rozděleny vítězným obloukem. Hlavní oltář zasvěcený svaté Kateřině pochází z roku 1710.
V kostele jsou stále původní malby, které byly odkryty při pozdějších rekonstrukcích, a rovněž dřevěná socha sv. Kateřiny z 15. století. Na vnitřních zdech kostela bylo odkryto množství starobylých poutních nápisů. Nápadná je absence figurálních maleb v prostoru kostela.
Kolem kostela se původně rozkládal hřbitov, ten však byl zrušen již roku 1581 a koncem 19. století přemístěn.
Pravidelné bohoslužby jsou slouženy pouze v sobotu, v posledních letech bývá kostel otevřen v rámci oblíbené Noci kostelů.

## Poutní tradice
V pobělohorské době se kostel stal velmi oblíbeným poutním místem. Byl také spojován s mnoha zázraky a uzdraveními, na které bylo upomínáno pomocí pamětních desek. V 17. století je zde doložena rovněž existence obydlené poustevny.
O významu svaté Kateřiny coby poutního místa svědčí i
existence římského papežského breve z roku 1733, které zaručuje udělení odpustků poutníkům navštěvujícím kostel.
Tradice poutí zůstala zachována až do dnešních časů. Konají se v létě okolo svátku Cyrila a Metoděje a v listopadu na den sv. Kateřiny.

## Zajímavosti
Kolem vzniku kostela se objevuje řada nejasností.
Kvalita a charakter stavby úplně neodpovídají prostému venkovskému kostelu; jedná se o stavbu
s náročnější dispozicí a výzdobou. Je možné, že by kostel mohl být
vystavěn za nějakým významnějším účelem. Tomu by mohla napovídat také existence
hrobky umístěné pod podlahou kostela. Ta byla odkryta během oprav v 1. polovině 19. století, bylo v ní však nalezeno pouze několik poškozených dřevěných rakví. Nevíme však, komu hrobka měla původně sloužit.